# 阿苏塞纳
阿苏塞纳是巴西米纳斯吉拉斯州的一个市镇。总面积811.49平方公里，总人口11127人，人口密度13.7人/平方公里。